# Camon (Ariège)
Camon é uma comuna francesa na região administrativa de Occitânia, no departamento de Ariège.
Pertence à rede das As mais belas aldeias de França.